# Dnipro
Dnipro (ukrajinsko Дніпро, rusko Днепр) je industrijsko mesto v Ukrajini, ki stoji ob reki Dneper blizu njenega sotočja s Samaro na vzhodu države, približno 390 km jugovzhodno od Kijeva. S približno milijonom prebivalcev (po oceni za leto 2020) je četrto največje mesto v Ukrajini in administrativni sedež istoimenske občine, Dniprovskega rajona in Dnepropetrovske oblasti. Do leta 2016 se je uradno imenovalo Dnepropetrovsk, nato pa je bilo v sklopu dekomunizacije preimenovano v Dnipro.
Sodobno mesto se razprostira predvsem ob južnem bregu reke, v novejšem času pa se predmestja širijo tudi severno od nje. Je eno glavnih industrijskih središč Ukrajine, kjer so skoncentrirane metalurgija, kovinska industrija, strojegradnja in kemična ter gradbena industrija. Energijo za te dejavnosti zagotavlja Dneper, ki je spremenjen v skoraj neprekinjen niz akumulacijskih jezer za hidroelektrarne. Tovarne v mestu predelujejo železo iz regije Krivi Rog, premog iz Doneckega bazena in zemeljski plin iz Šebelinke pri Harkovu. Je tudi pomembno prometno središče na križišču več železniških koridorjev, ima veliko rečno pristanišče in letališče. Leta 1995 je bila odprta proga podzemne železnice.
Izobraževalne in znanstvene ustanove v mestu so večinoma specializirane za industrijo, tu so inštituti za metalurgijo, rudarstvo, železnico, kemijsko tehnologijo, politehnike in druge specializirane šole, pa tudi medicinska fakulteta in Narodna agrarna univerza. Od kulturnih ustanov so pomembnejše mestna filharmonija, več gledališč (med njimi Akademsko operno in baletno gledališče), Narodni zgodovinski muzej in Umetnostni muzej ter številne knjižnice.

## Zgodovina
Arheološke najdbe so dokazale obstoj trgovskega pristanišča in pomembnega prehoda čez reko na območju Dnipra vsaj od leta 1524 naprej. Republika obeh narodov je leta 1635 tam zgradila utrdbo Kodak, ki je bila leto kasneje uničena, 1645 ponovno zgrajena ter 1648 zavzeta s strani kozakov Zaporoške Seči. Okoli utrdbe je nastalo naselje z imenom Novi Kodak ter najmanj 3000 prebivalci.
Na mestu Novega Kodaka je konec 18. stoletja ruska carica Katarina Velika ukazala ustanovitev mesta. Z Grigorijem Potemkinom, prvim generalnim guvernerjem, sta zasnovala velikopotezni načrt, da bo postal tretja ruska prestolnica po Moskvi in Sankt Peterburgu, nekakšne »Atene Južne Rusije«. Sprva se je po Katarini Veliki imenovalo Jekaterinoslav. Država je financirala izgradnjo impozantnih javnih stavb ob širokih avenijah in parkih, vendar se je načrt kmalu izkazal za preoptimističnega in skoraj celo stoletje je Jekaterinoslav stagniral kot zaspano provincialno središče z manj kot 10.000 prebivalci in brez omembe vredne gospodarske aktivnosti. Krajši čas na prelomu 19. stoletja se je imenoval tudi Novorosijsk.
Obdobje stagnacije se je končalo konec 19. stoletja, ko se je začela industrializacija. Jekaterinoslav ni bil blizu nahajališčem surovin v okoliških regijah, imel pa je izvrstno strateško lego na križišču novozgrajenih železniških povezav in ob plovnem Dnepru. Takoj po izgradnji Jekaterinine železnice leta 1884 je železarsko podjetje iz Brjanska pričelo graditi orjaško jeklarno, ob odprtju katere tri leta kasneje je prišlo do eksplozije števila prebivalstva. Kmalu so zrasle številne druge tovarne in do začetka prve svetovne vojne se je število prebivalcev podvanajsterilo. Že konec 19. stoletja je bil Jekaterinoslav eno od petih najpomembnejših industrijskih središč imperija, bolj kot na Atene je spominjal na Manchester, Pittsburgh in druga zahodna industrijska mesta. Večina delavcev je prišla iz Rusije, od tega znaten delež judovske narodnosti. Ukrajinska narodna zavest se je le počasi uveljavljala, tudi zaradi pritiska carskih oblasti. Aktivnost se je okrepila po revolucijah leta 1917, nato pa je sledila državljanska vojna, med katero je bil Jekaterinoslav s številčnim ruskim delavstvom kot pomemben branik boljševizma v regiji močno prizadet.
Temu obdobju je sledila obnova, leta 1926 je bil združen z industrijskim naseljem Amur-Nižnodniprovski na levem bregu Dnepra in preimenovan v Dnepropetrovsk. Vzporedno s tem se je večal delež ukrajinskega prebivalstva. Med drugo svetovno vojno je bil znova močno poškodovan kot eden pomembnejših centrov odporniškega gibanja, sledila je nova faza obnove, med katero je bila med drugim razvita avtomobilska industrija. V obdobju hladne vojne se je tu razvila tudi vojaška industrija. Ko je bil zgrajen kompleks tovarne raket Južmaš, so sovjetske oblasti razglasile Dnepropetrovsk za delno zaprto mesto.